# Sara Björk Gunnarsdóttir
Pour les articles homonymes, voir Björk (homonymie) et Gunnarsdóttir.
Sara Björk Gunnarsdóttir, née le 29 septembre 1990, est une footballeuse internationale islandaise évoluant au poste de milieu de terrain avec la Juventus FC.

## Carrière

### En club
Elle joue comme milieu de terrain axiale, dans un rôle défensif mais avec des capacités techniques et une vision du jeu qui lui permettent de prêter main-forte à ses coéquipières en attaque.
Après des débuts précoces en Islande, elle signe en 2011 au FC Rosengård en Suède, avec lequel elle remporte quatre fois le championnat de Suède en cinq saisons.
En 2016, elle rejoint le VfL Wolfsburg en Allemagne, dont elle devient rapidement une joueuse importante. En 2017, elle remporte avec son club le doublé coupe-championnat.
Le 1er juillet 2020, en fin de contrat avec le VfL Wolfsburg, elle s'engage pour deux saisons en faveur de l'Olympique lyonnais. Elle remporte la finale de la Ligue des Champions le 30 août 2020 contre son ancien club, en marquant le troisième but de l'Olympique Lyonnais.
Le 1er juillet 2022, elle signe à la Juventus Turin jusqu'en 2024, où elle endosse le numéro 77.

### En sélection nationale
Sara Björk est sélectionnée en équipe nationale d'Islande depuis ses 16 ans. Elle représente son pays aux éditions 2009, 2013 et 2017 du championnat d'Europe. Joueuse majeure de sa sélection, elle en devient la capitaine en 2014. 
Elle dispute l'Euro 2017 aux Pays-Bas et l'Euro 2022 en Angleterre.
Elle annonce sa retraite internationale le 13 janvier 2022. Elle compte 143 sélections.

## Vie privée
Sara Björk Gunnarsdóttir est en couple avec le footballeur international islandais Árni Vilhjálmsson. 
La joueuse annonce sur les réseaux sociaux avoir accouché en novembre 2021 d'un petit garçon. Elle reprend ensuite l'entraînement avec son club en janvier de l'année suivante. Il s'agit de la première joueuse de l'histoire de l'OL à avoir connu une grossesse au cours de sa carrière sportive et la première maman à remporter la Ligue des champions.

## Palmarès

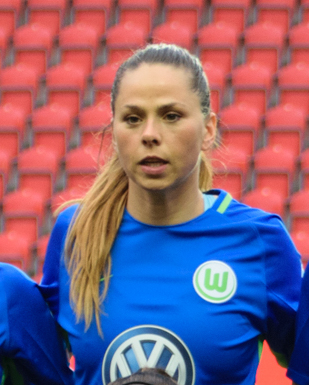
Avec le VfL Wolfsburg en mars 2018.

### En club
- FC Rosengård (9)
  - Championne de Suède en 2011, 2013 (en), 2014 (en), et 2015 (en)
  - Vainqueur de la Coupe de Suède en 2016 (sv)
  - Vainqueur de la Supercoupe de Suède en 2011, 2012, 2015 et 2016

- VfL Wolfsburg (8)
  - Championne d'Allemagne en 2017, 2018, 2019 et 2020
  - Vainqueur de la Coupe d'Allemagne en 2017, 2018, 2019, 2020
  - Finaliste de la Ligue des champions en 2018

- Olympique lyonnais (3)
  - Vainqueur de la Coupe de France en 2020
  - Vainqueur de la Ligue des Champions en 2020 et 2022

### Distinctions individuelles
- Élue personnalité sportive de l'année de Haukar en 2008
- Élue personnalité sportive islandaise de l'année en 2018